# Kloster St. Jobst

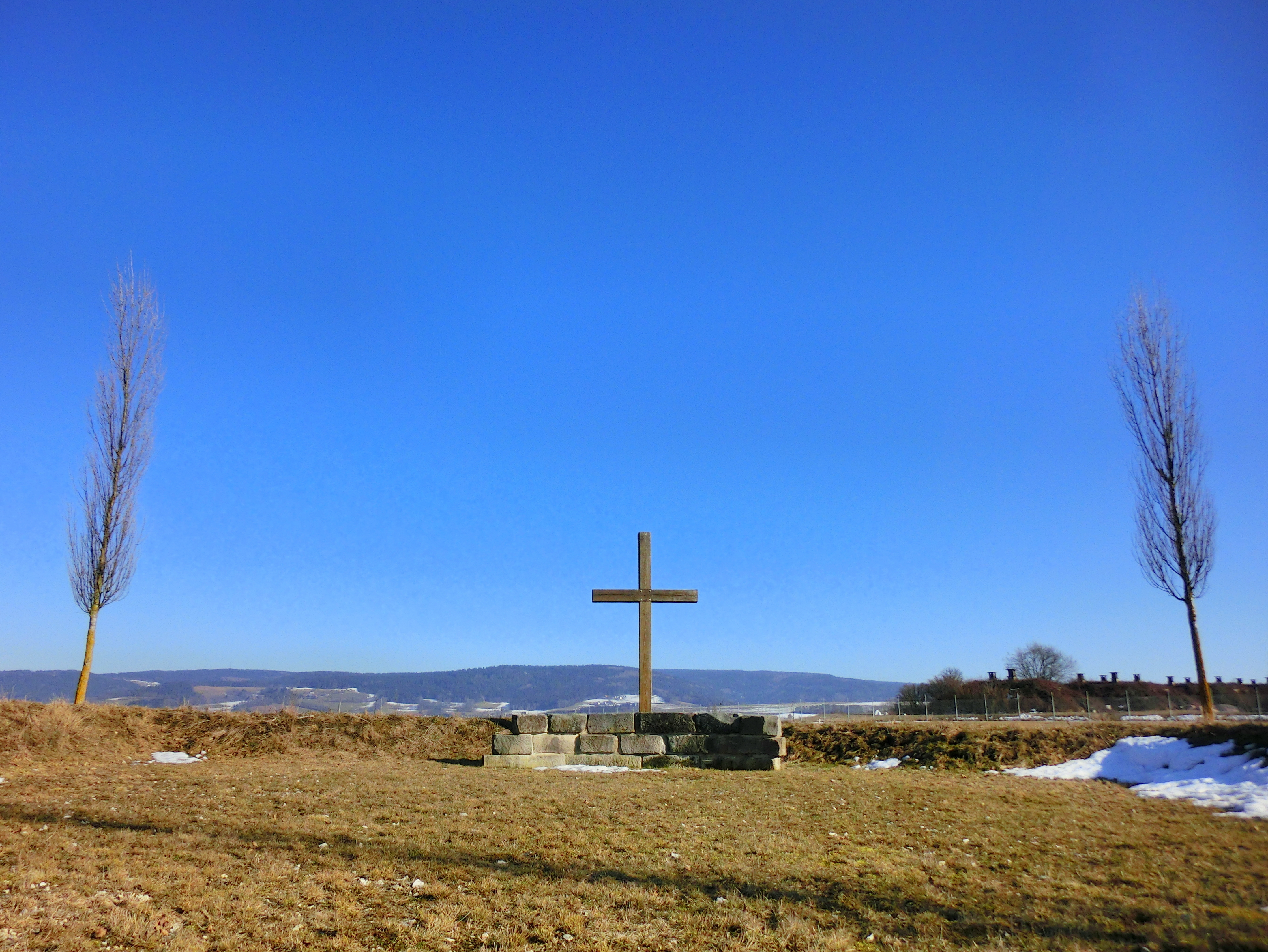
Blick von der Erinnerungsstätte St. Jobst auf die Königsheide

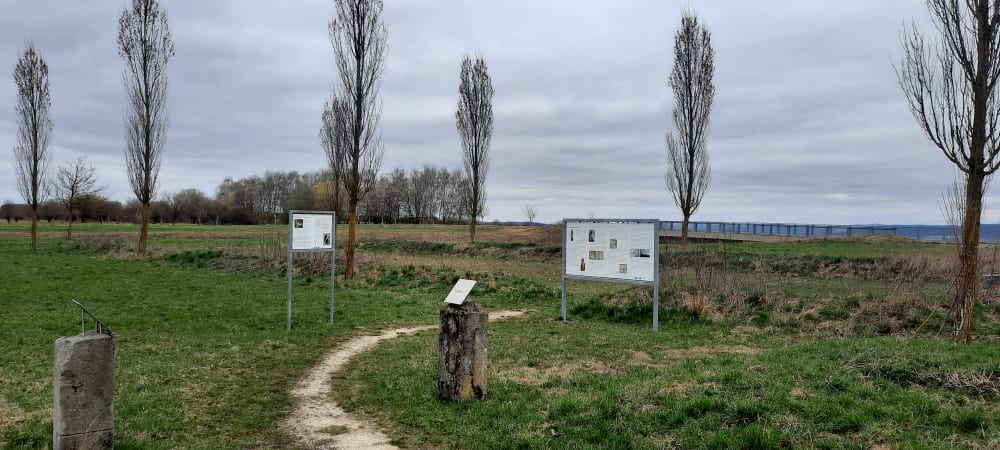
Grundriss und Infotafeln

Das Kloster St. Jobst war ein Kloster der Franziskaner-Observanten im Fürstentum Bayreuth. Es lag zwischen Bayreuth und Goldkronach im Erzbistum Bamberg, bestand zwischen 1506 und der Auflösung infolge der Reformation 1529 und  gehörte zur Sächsischen Franziskanerprovinz (Saxonia).

## Lage
Das Klostergelände gehört heute zum Gemeindegebiet von Bindlach im oberfränkischen Landkreis Bayreuth. Es liegt an der Staatsstraße 2163 zwischen Dressendorf und Allersdorf. Das Gelände am Hang des Bindlacher Berges grenzt an den Verkehrslandeplatz Bayreuth. Von der Klosteranlage hat sich vor Ort nichts sichtbar erhalten. Es wurde eine Erinnerungsstätte errichtet, die an den geschichtsträchtigen religiösen Platz erinnert.

## Geschichte
Ab 1430 gab es erste Hinweise auf eine Wallfahrtsstätte mit Wunderbrunnen. Die Hussiten sollen die später wieder errichtete Kapelle auf dem Oschenberg zerstört haben. Erhaltene Seiten eines Mirakelbuches im Staatsarchiv Nürnberg berichten von den Anliegen der Pilger. Das Kloster mit dem Patrozinium des heiligen Jodokus (St. Jobst) wurde 1506 durch den Landesherrn Friedrich II. von Brandenburg-Ansbach-Kulmbach gegründet. Er erhielt die päpstliche Konzession zur Errichtung einer spätgotischen Kirche und veranlasste die Besiedelung des Konvents auf dem Jobstberg durch zwölf Franziskaner aus dem Kloster Hof. Das Kloster wurde 1510 vom Bamberger Weihbischof Caspar Breyl geweiht. Die Brüder lebten nach den Martinianischen Konstitutionen des Franziskanerordens und verfolgten damit eine gemäßigte Auslegung des franziskanischen Armutsgelübdes. Bereits 1529 wurde der Konvent nach Einführung der Reformation unter Markgraf Georg dem Frommen im Zuge der Säkularisation wieder aufgelöst.
Im Zweiten Markgrafenkrieg wurde das Kloster zerstört und das Abbruchmaterial in der Umgebung wieder verbaut. Dazu gehört der Bau des Kellers des Wirtshauses in Allersdorf 1559. Auch im Pfarrhaus von Sankt Johannis wurden im Jahr 1564 und 1568 für das dortige Schul- und Kirchnerhaus behauene Steine verwendet. Im Jahr 1608 entstand aus Steinen des Klosters die Friedhofsmauer in Nemmersdorf mit einer kleinen Gottesackerkirche. Ende des 18. Jahrhunderts konnte der Kartograf Johann Christoph Stierlein anhand der Mauerreste die Ausmaße der Kirche zeichnen und beschreiben. 1794 wurde die Bibliothek des Klosters, die in der Kanzleibibliothek Bayreuth verwahrt worden war, der Universität Erlangen übergeben. Die wenigen geborgenen Bruchstücke eines Kreuzrippengewölbes wurden dem Bayreuther Stadtmuseum übergeben. In jüngerer Zeit erhielten größere Fundstücke beim Bau der St.-Nepomuk-Kirche 1963 in Laineck einen würdigen Platz: Es sind dies eine Säulentrommel, die als Untersatz für das Taufbecken dient, nachdem sie lange Jahre ein Bauer als Ambossstein verwendet hatte, und ein Brunnenbecken, das als Viehtränke benutzt worden war.
Bevor 1888 der Historische Verein für Oberfranken Ausgrabungen auf dem Gelände vornahm und dabei Grundmauern von Wohn- und Nebengebäuden sowie zahlreiche Scherben fand, entdeckte 1823 Landwirt Wolfgang Feilner beim Graben nach Bausteinen ein Kellergewölbe. Der dort gefundene Brunnentrog gelangte später zur Lainecker Kirche. Auch 1911 wurden von Landwirt Heinrich Lutz Funde wie Münzen und das Schloss des Messbuches gemacht, die er teilweise veräußerte. Auf dem ehemaligen Klosterareal ließ die Bundeswehr 1975 einen Munitionsbunker errichten, der bis 1994 in Betrieb war. Bei archäologischen Notgrabungen im Jahr 1975 konnte die Lage der Klosterkirche festgestellt werden. Sie war ursprünglich 42 Meter lang und 17 Meter breit. Im Jahr 2012 wurde in unmittelbarer Nähe der ehemaligen Kirche eine Erinnerungsstätte im Rahmen eines ökumenischen Gottesdienstes eingeweiht.
Verdient gemacht um die Erforschung der Geschichte des Klosters haben sich Johann Ehmann (1908–1981) der zeitlebens Archivalien zur Klostergeschichte zusammentrug und die Ausgrabungsarbeiten 1975 mit dokumentierte. Pfarrer Karl Fischer (1923–2000) suchte nach den baulichen Überresten des Klosters und sorgte beim Bau von St. Nepomuk in Laineck für die Übernahme der beschriebenen Relikte. Professor Erwin Herrmann (1935–1986), Vorsitzender des Historischen Vereins von Oberfranken, leitete die Notgrabung von 1975.